# Recht im Amt
Recht im Amt (RiA), Zusatz „Zeitschrift für das öffentliche Dienstrecht“, ist eine juristische Fachzeitschrift für den deutschen öffentlichen Dienst und Beamtenrecht. Sie erscheint alle zwei Monate im Luchterhand Fachverlag und wird online von Wolters Kluwer Deutschland vertrieben. Die Auflage liegt bei 1100 Exemplaren. Zielgruppe ist das Personal im öffentlichen Dienst.

## Themen
Themen der Zeitschrift sind Status- und Laufbahnrecht, Tarifrecht, Besoldung und Vergütung, Versorgung, Beihilfe, Personalvertretung, Disziplinarwesen sowie Reise- und Umzugskosten.

## Geschichte
Erstmals erschien die Zeitschrift im Jahr 1954, anfangs mit dem Zusatz „Zeitschrift für Behörden, Verwaltungen und öffentliche Betriebe“.